# Radbod van Trier
Radbod of Ratbod (gestorven 915) was aartsbisschop van Trier van 883 tot zijn dood. Onder de laatste Karolingers dwong hij een groot aantal voordelen af en vormde hij het aartsbisdom Trier om tot een van de krachtigste instellingen in Duitsland.
In 898 ontving Radbod voor het gehele bisschoppelijke grondgebied volledige immuniteit van Zwentibold. Hij verkreeg van Lodewijk IV het Kind het district en de stad Trier, alsmede het recht op een munt en het instellen van douanerechten. Van Karel de Eenvoudige verwierf hij het recht op een vrije verkiezing voor zijn bisdom Trier. Op deze manier groeide uit de wereldlijke bezittingen van de bisschoppen van Trier, die waren voortgekomen uit de waardevolle schenkingen van de Merovingen, een seculier vorstendom.